# Vladimir Kazan

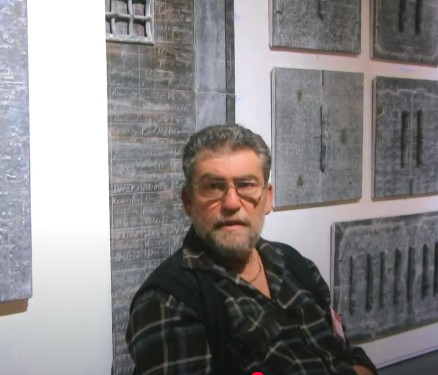
Vladimir Kazan

Vladimir Kazan (n. 1952, Ploiești) este un sculptor român stabilit în Belgia din 1985.

## Biografie
Născut în Ploiești în 1952, și-a început parcursul academic în domeniul juridic, absolvind Facultatea de Drept a Universității din București în 1980. Ulterior, între 1980 și 1982, a urmat cursurile Școlii de Artă din Ploiești, unde s-a format sub îndrumarea sculptorului Nicolae Kruch. Între 1982 și 1985, s-a implicat în activități de restaurare a bisericilor și și-a deschis propriul atelier artistic în orașul natal. Între anii 1986 și 1993, și-a continuat pregătirea artistică la Academia Regală de Arte Frumoase din Liège, Belgia, unde a studiat în clasa profesoarei Mady Adrien, obținând diploma la finalul studiilor.
Lucrările sale sunt incluse în numeroase colecții publice din Belgia: Herk-de-Stad, Saint-Ghislain, „Hommage à Ockeghem”, Muzeul de Interpretare a Pietrei din Sprimont, Liège, Universitatea din Province de Hainaut, Château d’Oupeye dar și în Italia, la San Vincenzo.
Profesorul și criticul de artă belgian Jan de Maere, distins cu Legiunea de Onoare în 2016, îl descrie pe Vladimir Kazan drept un „arheolog al viitorului”. Această apreciere apare în documentarul realizat de Institutul Cultural Român din Bruxelles, aflat sub conducerea doamnei Liliana Țuroiu.

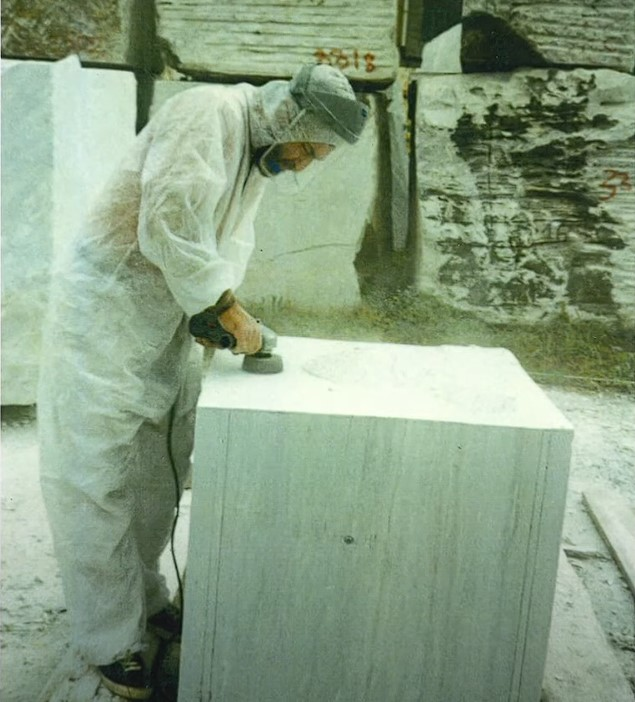
Vladimir Kazan sculptând

## Lucrări
,,Există un timp pentru «a face», un timp pentru a privi, un timp pentru a te revolta, un timp pentru a regreta și un timp pentru a uita. Un timp pentru toate!” - Vladimir Kazan
Mărturisire a artistului: „Lucrez ca un arheolog: cu răbdare, secundă după secundă, strat după strat, în ritm sacadat de ciocan și daltă. Cu cît merg mai departe, cu atît percepția mea asupra timpului se schimbă mai mult. Suprafețele se organizează, scrierile dau cheia și sensul descoperirii. Secunda prezentă conține și secunda trecută și secunda viitoare, într-un flux continuu […] Pe măsură ce iese din pămînt, din carieră, piatra îmi pare cea mai frumoasă și cea mai dorită dintre sculpturi. Nu îndrăznesc să o ating. De fapt, scopul meu nu este să creez o sculptură frumoasă, ci să fac din nou piatra frumoasă“.

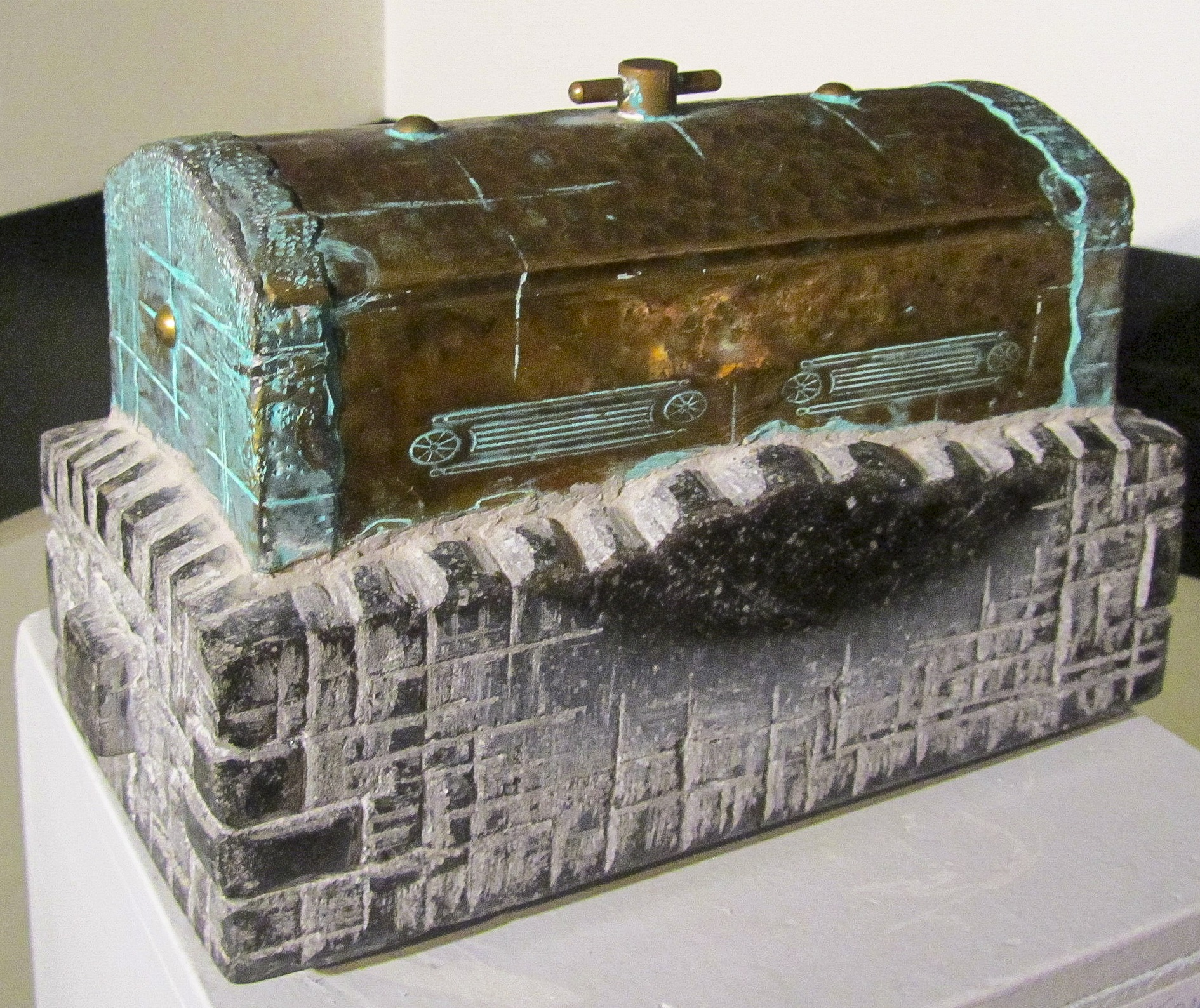
Sculptura realizată de Vladimir Kazan

### Simpozioane de sculptură
- Musée de la Pierre, Sprimont, Belgia – 1994, 1996, 1997, 2005
- Skulpturen in Park, Môrfelden Waldorf, Germania

### Expoziții personale și de grup (selecție)
- 1992 – Salon de Mai, Bruxelles
- 1995 – Lineart Gand, Galerie Zinzen, Bruxelles
- 1996 – Salon d’Automne, Grand Palais, Paris; T.O.P.O.S. Avelina, Fiera di Roma; Galerie Contemporart și San Severo, Italia
- 1997 – Etruri Arte, Venturina; Arte Padove, Galerie Contemporart; Art Paris, Carrousel du Louvre, Paris; Galerie Raphael, Frankfurt; Ludwig Forum, Aachen
- 1998 – Fiera di Vincenza, Italia
- 2016 – Cologne Fine Art, Galerie Raphael, Frankfurt; Art UP, Lille, Franța, Galerie Art’n Pepper, Belgia
- 2017 – Art UP, Rouen, Franța, Galerie Éphémère, Liège; Art Karlsruhe, Galerie Raphael, Frankfurt